# بانک مرکزی یمن
بانک مرکزی یمن (انگلیسی: Central Bank of Yemen) بانک مرکزی کشور یمن است، که در سال ۱۹۷۱ توسط دولت یمن تأسیس شد.